# RenderScript
RenderScript — компонент операционной системы Android для мобильных устройств, который предлагает API для оптимизации алгоритмов графических подсистем, использующий преимущества разнородного оборудования. Это позволяет разработчикам повысить производительность своих приложений за счет написания более низкоуровневого кода.
Он предоставляет разработчику три основных инструмента: простой API-интерфейс 3D-рендеринга, API-интерфейс вычислений, аналогичный CUDA и язык производный от C99.

## Ограничения
RenderScript не может выразить внутрипроцессорное взаимодействие между потоками (известное как локальная память в OpenCL и разделяемая память в CUDA).
RenderScript не способен выразить аппаратно реализованные 2D и 3D поиски с билинейной интерполяцией (известной как текстура в CUDA и считывание изображения в OpenCL).

## История
RenderScript впервые был добавлен в Android 3.0 Honeycomb
FilterScript, подвид RenderScript, позволяет разработчикам писать свои алгоритмы обработки изображений с использованием стандартного API среды выполнения RenderScript, но в рамках более строгих ограничений, которые обеспечивают более широкую совместимость и улучшенную оптимизацию для многоядерных графических процессоров, и DSP. FilterScript является менее точным (с точки зрения точности числовых типов данных) что делает его более совместимым с подвидами RenderScript и различными устройствами. Его не следует путать с технологией замены RenderScript.
С версии Андроида 4.1 — устаревший.